# Oridu hallan
Oridu hallan é um filme dramático egípcio de 1975 dirigido por Said Marzouk e produzido por Salah Zulfikar. Foi selecionado como representante do Egito à edição do Oscar 1976 de Melhor Filme Internacional, organizada pela Academia de Artes e Ciências Cinematográficas, mas não foi aceito como indicado.[carece de fontes?] O filme criticou as leis que regem o casamento e o divórcio no Egito. O roteiro foi escrito por Said Marzouk e Faten Hamama. O filme é inspirado em uma história real e é o terceiro longa-metragem de Marzouk.

## Enredo
O filme revela a injustiça das leis de status pessoal do Egito contra as mulheres. Doria, uma mulher egípcia, está tentando se divorciar de seu marido Methat, um ex-diplomata com formação aristocrática. Em flashbacks, aprendemos que Methat abusa verbal e fisicamente de sua esposa e a trai. Doria pediu o divórcio, mas de acordo com as leis egípcias, uma mulher só pode pedir o divórcio em casos específicos.

## Elenco
- Faten Hamama como Doria
- Rushdy Abaza como Methat
- Amina Rizk como Hayat
- Ragaa Hussein como atriz
- Laila Taher como atriz
- Yulius Zagoni como Krad